# Automeris grisea
Automeris grisea é uma espécie de mariposa do gênero Automeris, da família Saturniidae.
Foi descrita por Bouvier, provavelmente em 1930.